# Hermann Kling
Hermann Jakob Kling (* 17. Februar 1880 in Owen; † 20. Januar 1957 in Kirchheim unter Teck) war ein deutscher Politiker des CSVD und der CDU.

## Leben
Kling wurde 1880 als zweites von fünf Kindern des Jakob Friedrich Kling (1847–1918) und seiner Ehefrau Karoline Luise (1853–1936), geborene Obenland, geboren. Nach dem Besuch der Volksschule wurde Kling am Lehrerseminar in Nürtingen ausgebildet. Nach dem vorläufigen Abschluss seiner Ausbildung trat Kling in den württembergischen Volksschuldienst ein. Von 1902 bis 1903 unterrichtete er in Mitteltal bei Baiersbronn und Kirchheim. Aus Klings 1909 geschlossener Ehe mit Hulda Honnegger (1881–1966) gingen die Söhne Hermann (1911–1993) und Gerhard Paul (* 1918) hervor. Von 1910 bis 1913 studierte Kling an der Eberhard Karls Universität Tübingen Philosophie, Pädagogik und Psychologie sowie Geschichte, Staats- und Verwaltungsrecht. 1916 erhielt Kling eine Stelle als Volksschulrektor, die er allerdings erst nach seiner Rückkehr aus dem Ersten Weltkrieg 1918 antreten konnte.
Im Ersten Weltkrieg kämpfte Kling im Füsilier-Regiment „Kaiser Franz Josef von Österreich, König von Ungarn“ (4. Württembergisches) Nr. 122 als Leutnant der Landwehr. Später schrieb Kling, der mit dem Eisernen Kreuz beider Klassen und dem Ritterkreuz des Württembergischen Militärverdienstordens ausgezeichnet wurde, auch die Geschichte des Regimentes nieder. Außerdem erhielt er das Ritterkreuz II. Klasse des Friedrichs-Ordens mit Schwertern. 
In der Weimarer Republik engagierte Kling sich politisch im Christlich-Sozialen Volksdienst (CSVD). Von 1928 bis 1933 gehörte er für diesen dem Landtag des freien Volksstaates Württemberg an. Bei der Reichstagswahl vom September 1930 wurde Kling in den fünften Reichstag der Republik gewählt, dem er bis zum 16. Januar 1931 als Abgeordneter angehörte. Danach beschränkte er sich auf seine Tätigkeit als Landtagsabgeordneter in Württemberg. Nach der Selbstauflösung des Volksdienstes im Juni 1933 gehörte Kling der NSDAP-Fraktion im Landtag als Hospitant an.
1937 erwarb Kling das landwirtschaftliche Gut Sonnenhof in Beuren. Dort lebte er bis 1950 als Landwirt, den Sonnenhof verkaufte er an die Landsiedlung.  Nach dem Zweiten Weltkrieg kehrte er – obwohl auch weiterhin als Landwirt tätig – in die Politik zurück. Im Januar 1946 wurde er für die CDU Mitglied der Vorläufigen Volksvertretung und ab Juli der Verfassunggebenden Landesversammlung für Württemberg-Baden. Dem ersten Landtag von Württemberg-Baden gehörte er von 1946 bis 1950 ebenfalls an.

## Schriften
- Das Württembergische Landwehr-Infanterie-Regiment Nr 122 im Weltkrieg 1914–1918. Belser-Verlag, Stuttgart 1923.
- Zweitausend Jahre Kampf um den Rhein: ein Überblick über die deutsch-französischen Beziehungen bis zur Gegenwart. Holland & Josenhans, Stuttgart 1935.